# 제르 (파라오)
제르는 이집트 제1왕조의 파라오이다. 호루스 이름은 제르("구원하는 호루스")이다.
마네토는 그의 이름을 아토티스라고 전하며, 57년간 왕위에 있었다고 한다.

## 생애
제르와 관련한 유적에는 아비도스의 상아판과 사카라의 목판이 있다. 이 판들에는 상형문자의 초기 형태로 보이는 문자로 글이 적혀 있다. 완전한 상형문자는 아니기 때문에 완벽한 뜻을 알아볼 수는 없지만, 아비도스의 상아판에는 대략적으로 제르가 초기의 중요 도시인 부토와 네이트의 신전이 있는 사이스를 방문한 것을 알 수 있다.
사카라의 목판에는 종교행사가 기록되어 있다. 아마도 인간을 희생시키는 종교 의식을 치른 것으로 여겨진다.
와디할파에는 제르 시대에 배 밑으로 던져지는 적을 그린 그림이 있다. 어떤 포로는 배 앞에 묶여있기도 하다. 아마도 나일강 삼각주를 두고 주변 민족과 전쟁을 벌인 것 같다.

## 무덤
호르-아하와 마찬가지로 제르도 아비도스에 매장되었다. 그의 무덤 주변에는 300여명의 가신의 순장묘가 함께 발견되었다.

## 같이 보기
- 파라오 목록

## 참고 문헌
- 피터 클레이턴(Peter Clayton) 저, 정영목 역, 《파라오의 역사》, 까치, 2004